# Ciclul glucoză-alanină

Ciclul glucoză-alanină prezentat în paralel cu ciclul Cori. După cum se observă, piruvatul poate fi redus la lactat, sau poate fi convertit la alanină prin transaminare. Ambele substanțe ajung prin sânge la ficat, unde piruvatul este refăcut, iar ionii de amoniu intră în ciclul ureei. Doar pașii generali prezentați aici.

Ciclul glucoză-alanină, cunoscut și sub numele de ciclul Cahill sau ciclul alaninei,  este seria de reacții prin care grupările amino și carbonii din mușchi sunt transportați la ficat.  Este similar cu ciclul Cori în vehicularea nutrienților de la mușchiul scheletic la ficat.  Când mușchii degradează aminoacizi pentru necesitățile energetice proprii, azotul rezultat este transaminat la piruvat pentru a forma alanina. Această reacție este catalizată de enzima alanin transaminază (ALT), care transformă L- glutamatul și piruvatul în α-cetoglutarat și L-alanină.  L-alanina rezultată este transferată la ficat unde azotul intră în ciclul ureei și piruvatul este utilizat pentru a produce glucoza. 
Acest ciclu este mai puțin productiv decât ciclul Cori, care folosește lactat, deoarece un produs secundar al producției de energie din alanină este ureea.  Iar îndepărtarea ureei din organism presupune procese endergonice, necesitând patru legături fosfat "de energie ridicată" (provenite de la 3 ATP hidrolizați la 2 ADP și un AMP), astfel ATP-ul net produs de ciclul glucoză-alanină este mai mic decât cel rezultat din ciclul Cori. Cu toate acestea, spre deosebire de ciclul Cori, NADH este conservat deoarece lactatul nu este format. Acest lucru permite oxidarea acestuia prin intermediul lanțului transportor de electroni.
Studiile au demonstrat relevanța clinică a ciclului glucoză-alanină în dezvoltarea de noi tratamente pentru bolile și cancerele asociate ficatului.

## Reacții

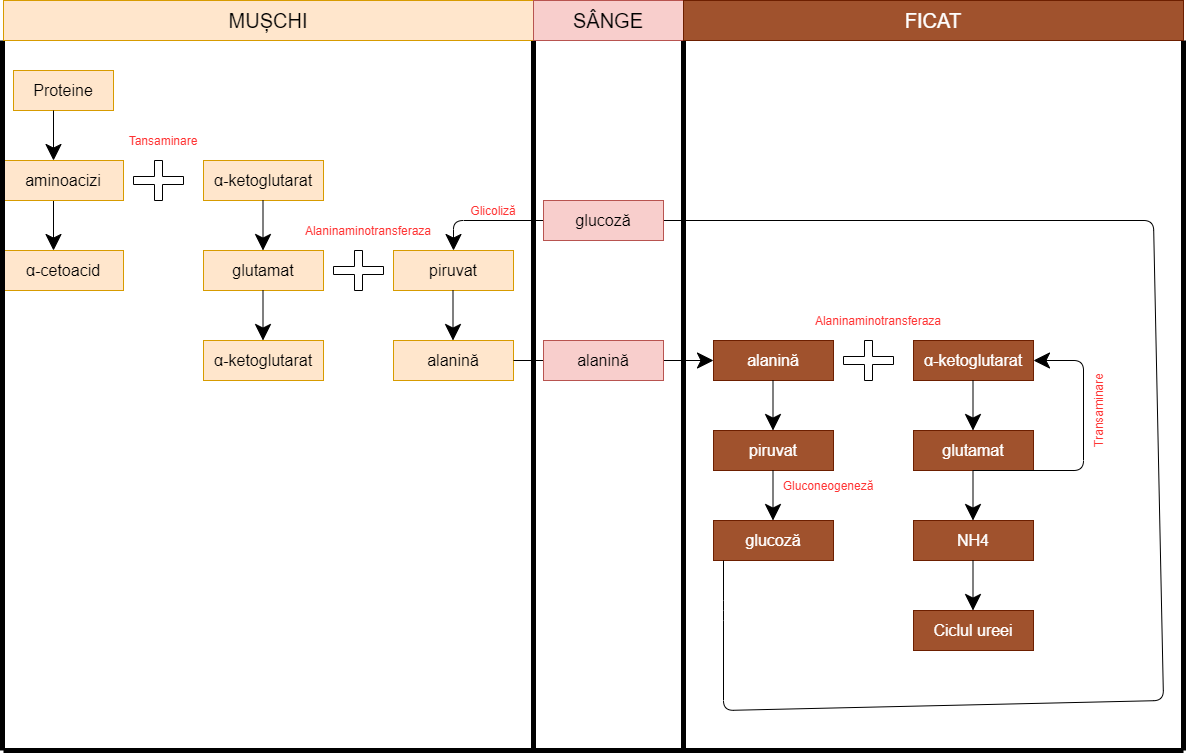
Pașii ciclului glucoză-alanină. În roșu sunt notate ori enzimele care realizează reacția, ori procesul pe care aceasta îl presupune.

Deoarece mușchiul scheletic nu este capabil să utilizeze ciclul ureei pentru a elimina în siguranță ionii de amoniu generați de catabolismul aminoacizilor, trebuie să dispună de ei într-un mod diferit. Pentru a face acest lucru, amoniul este combinat cu α-cetoglutaratul liber printr-o reacție de transaminare, producând glutamat și un α-ceto acid. Alaninaminotrasferaza (ALT), cunoscută și sub numele de transaminaza glutamică-piruvică (GPT), transformă apoi glutamatul înapoi în α-cetoglutarat, de această dată transferând gruparea de amoniu la piruvatul rezultat din glicoliză, formând alanina liberă. Alanina acționează apoi ca o navetă - părăsește celula, intră în fluxul sanguin și călătorește către hepatocite, unde, în esență, acest întreg proces este inversat. Astfel, alanina suferă o reacție de transaminare cu α-cetoglutaratul liber, rezultând glutamatul, care este apoi dezaminat pentru a forma piruvat și, în cele din urmă, ionul de amoniu liber. Hepatocitele sunt capabile să metabolizeze amoniul toxic prin ciclul ureei, eliminându-l astfel în siguranță. Ultima parte a ciclului constă în furnizarea celulelor musculare scheletice lipsite de energie cu glucoză. Piruvatul format din dezaminarea glutamatului în hepatocite trece prin procesul de gluconeogeneză pentru a forma glucoză, care poate pătrunde apoi în fluxul sanguin, ajungând la țesutul muscular scheletic, unde este folosită pentru generarea de energie. 
Acest ciclu necesită prezența alaninaminotransferazei (ALT), care se găsește doar în intestin, ficat și mușchi. Prin urmare, acest ciclu este folosit în locul ciclului Cori doar atunci când această enzimă este prezentă, când este necesară eliminarea ionilor de amoniu din țesuturile menționate înainte, și când organismul se află într-o stare de catabolism (cum se întâmplă după post negru prelungit).  

## Funcție
Ciclul glucoză-alanină servește ca metodă de eliminare a ionilor de amoniu, care sunt toxici, din țesuturile care nu pot dispune de ei prin propriile mijloace, precum și în furnizarea indirectă de glucoză țesutului muscular în nevoie. În perioadele lungi de post, proteinele mușchiului scheletic pot fi degradate pentru a fi utilizate ca surse de energie pentru a suplimenta glucoza produsă prin descompunerea glicogenului. Descompunerea aminoacizilor ramificați produce un schelet de carbon, utilizat în scopuri energetice, precum și ioni liberi de amoniu. 
Cu toate acestea, prezența și semnificația sa fiziologică la vertebratele terestre non-mamifere nu sunt clare.  De exemplu, deși unii pești folosesc alanina ca navetă pentru azot, este puțin probabil ca ciclul să aibă loc din cauza unei rate mai reduse de metabolizare a glucozei, precum și ratei de eliberare mai mici de alanină din țesutului muscular în exercițiu. 
Ciclul alaninei servește și altor scopuri, cum ar fi reciclarea scheletelor de carbon în mușchiul scheletic și ficat. 
Studiile au demonstrat că ciclul glucoză-alanină poate juca un rol direct în reglarea oxidării mitocondriale hepatice (în ficat), în special în perioadele de post prelungit.  Oxidarea mitocondrială hepatică este un proces cheie în metabolismul glucozei și al acizilor grași, implicând ciclul acidului citric și fosforilarea oxidativă, pentru generarea de ATP.  Înțelegerea factorilor care influențează oxidarea mitocondrială hepatică sunt de mare interes datorită rolului lor în anumite boli, cum ar fi boala ficatului gras non-alcoolic (NAFLD), steatohepatita non-alcoolică (NASH) și diabetul de tip 2.  O direcție actuală de cercetare încearcă să exploateze rolul regulator al oxidării mitocondriale hepatice, în scopul dezvoltării de terapii.   Un studiu efectuat atât la rozătoare, cât și la oameni, a arătat că scăderea volumului de alanină pe parcursul unei perioade de 60 de ore de post (negru) este corelată cu o reducere semnificativă a oxidării mitocondriale hepatice, comparativ cu subiecții care au trecut printr-un post de doar 12 ore (asociat odihnei nocturne).  Rata activității oxidative mitocondriale a fost cuantificată în principal prin monitorizarea fluxului de citrat sintază (VCS), o enzimă critică pentru acest proces.  Pentru a confirma dacă ciclul glucoză-alanină are cu adevărat o relație cauzală cu efectul observat, un grup secundar de pacienți supuși la aceleași condiții de post, au primit ulterior postului o doză de L-alanină.  După injecție, aceștia au prezentat o creștere semnificativă a oxidării mitocondriale hepatice, confirmând relația. 
Ciclul glucoză-alanină poate avea relevanță clinică semnificativă și în patogeneza oncologică. Un studiu recent a explorat rolul acestui ciclu în reprogramarea metabolică a carcinomului hepatocelular (HCC).  HCC este cea mai frecventă formă de cancer a ficatului și a treia cauză de decese cauzate de cancer la nivel mondial.  Căutarea opțiunilor alternative de tratament rămâne o țintă pentru cercetare, deoarece terapiile actuale disponibile (chirurgicală, radioterapie, chimioterapie) au în general efecte secundare severe și/sau rate de succes scăzute. O caracteristică comună a tratamentelor alternative noi și/sau suplimentare este țintirea metabolismului celular al celulelor canceroase, datorită stării lor metabolic-hiperactive generale, care favorizează creșterea și proliferarea rapidă a țesutului canceros.  În conjuncție cu consumul rapid de glucoză, într-un ritm mult mai intens decât celulele sănătoase, celulele canceroase se bazează în mare măsură pe metabolismul aminoacizilor pentru a-și satisface nevoile nutriționale avide.  Cercetătorii au speculat că alanina exogenă, procesată prin ciclul glucoză-alanină, este una dintre sursele alternative de energie pentru celulele HCC într-un mediu cu deficit de nutrienți, și că această dependență poate fi valorificată terapeutic.  Pentru a demonstra acest lucru experimental, celulele HCC au fost cultivate in vitro într-un mediu sărac în nutrienți și apoi au fost alimentate cu alanină.  Aceasta a fost suficient pentru a determina creșterea celulelor HCC - un fenomen numit reprogramare metabolică.  Apoi, prin modificarea genetică a celulelor hepatice, s-a stabilit că în mod specific transaminaza glutamică-piruvică 1 (GPT1) este izomerul GPT (adică al alaninaminotransferazei) implicat în principal în prelucrarea alaninei în celulele HCC, în concordanță cu constatările anterioare cum că GPT1 tinde să se găsească în ficat.  Mai departe, prin tratarea celulelor HCC reprogramate metabolic cu Berberină, un inhibitor natural al GPT1, s-a constatat o scădere a producției de ATP și, ca urmare, a creșterii celulelor canceroase pe baza alaninei.  Importanța alaninei în calitate de combustibil alternativ pentru celulele canceroase a fost demonstrat în mod similar și în alte studii efectuate pe celule canceroase pancreatice. 